# Cyproniscus cypridinae
Cyproniscus cypridinae is een pissebed uit de familie Cyproniscidae. De wetenschappelijke naam van de soort is voor het eerst geldig gepubliceerd in 1883 door G.O. Sars.